# Leposoma snethlageae
Leposoma snethlageae là một loài thằn lằn trong họ Gymnophthalmidae. Loài này được Avila-Pires miêu tả khoa học đầu tiên năm 1995.